# Batalha da Angra da Heligolândia (1939)
A Batalha da Baía de Helgoland foi a primeira batalha aérea da Segunda Guerra Mundial que teve um nome específico atribuído; ela deu início à maior campanha aérea da guerra, a Defesa do Reich. No dia 3 de Setembro de 1939, o Reino Unido declarou guerra à Alemanha Nazi depois desta ter invadido a Polónia no dia 1, um evento que ficou marcado como o início da guerra na Europa. Os britânicos não foram capazes de prestar auxílio à Polónia por terra ou por mar, mas o Comando de Bombardeiros da Real Força Aérea levou a cabo o lançamento de várias missões de bombardeamento contra alvos na Alemanha. Algumas destas missões foram direccionadas contra navios de guerra da Kriegsmarine que estavam atracados nos portos alemães, de modo a impedir que viessem a ser usados naquele que viria a ser a Batalha do Atlântico.
A 18 de Dezembro de 1939, uma força de três esquadrões de bombardeiros da RAF foi enviada para atacar os navios alemães na Baía de Heligoland; dos 24 aviões que descolaram em direcção à Alemanha, dois voltaram para trás por problemas no motor. Embora os alemães lançassem entre 80 a 100 caças para interceptar os britânicos, apenas 44 deles tiveram contacto com os bombardeiros britânicos.
Apesar de os alemães infligirem mais danos na RAF do que aquele que sofreram, a batalha teve uma influência muito mais profunda. A RAF abandonou as missões durante o dia, optando por lançar missões de noite, e deu uma falsa sensação de segurança às forças alemães, que acreditavam que era impossível serem atacados em grande escala no seu próprio país por forças aliadas vindas das ilhas britânicas. Esta falsa noção da situação viria a ser um dos factores decisivos, anos mais tarde, da incapacidade da Alemanha em montar um esquema de defesa robusto capaz de aguentar as investidas aéreas dos aliados nos anos finais da guerra.